# 波因特鎮區 (印地安納州波西縣)
波因特鎮區（英語：Point Township）是位於美國印地安納州波西縣的一個行政鎮區。

## 地方資料
根據2010年美國人口普查的數據，波因特鎮區的面積為142.61平方千米，當中陸地面積為127.42平方千米，而水域面積為15.19平方千米。當地共有人口497人，而人口密度為每平方千米3.49人。